# 阿尼地坦

阿尼地坦的合成

阿尼地坦是一种含氮有机化合物，化学式C
17H
26N
4O，有5-HT1D受体激动剂效应，可用作偏頭痛药物。